# Ordentliche Gerichtsbarkeit (Luxemburg)
Die Gerichte der ordentlichen Gerichtsbarkeit in Luxemburg sind mit der Ausübung der richterlichen Gewalt beauftragt.

## Oberster Gerichtshof
An oberster Stelle der ordentlichen Gerichtsbarkeit steht der Oberste Gerichtshof (Cour supérieure de justice). Dieser gliedert sich in den Kassationsgerichtshof (Cour de cassation), den Appellationsgerichtshof (Cour d’appel) sowie die Generalstaatsanwaltschaft (Parquet général).

## Bezirksgerichte
In Luxemburg gibt es zwei Gerichtsbezirke, einen in Luxemburg und einen in Diekirch. Dazu gehört jeweils eine Staatsanwaltschaft.
Das Bezirksgericht ist grundsätzlich zuständig für Klagen mit einem Streitwert über 10.000 € und ausschließlich zuständig für Sachen, die ihm ausdrücklich durch Gesetz zugewiesen wurden.

## Friedensgerichte
Die drei Luxemburger Friedensgerichte haben ihren Sitz in Luxemburg, Esch an der Alzette (Gerichtsbezirk Luxemburg) und Diekirch (Gerichtsbezirk Diekirch).

## Arbeitsgerichte
Am Sitz der Friedensgerichte befinden sich ebenfalls Arbeitsgerichte, deren Zuständigkeit sich auf Angelegenheiten erstreckt, die sich aus Arbeitsverträgen und Ausbildungsverträgen ergeben.